# Antiesen
Antiesen est une rivière qui s'étend sur 42 km dans le district de Ried im Innkreis de la Haute-Autriche.